# Katharsis (singel)
Katharsis (zob. znaczenie słowa) – utwór polskiej piosenkarki Dody, będący pierwszym singlem z jej debiutanckiego, solowego albumu studyjnego pt. Diamond Bitch.

## Informacje ogólne
Utwór miał swoją radiową premierę 6 czerwca 2007 na antenie RMF FM, a na żywo – dwa dni później podczas festiwalu TOPtrendy 2007. Radio Zet odmówiło emisji utworu na antenie stacji.
Tekst do utworu napisała Doda. Opisała w nim swoje emocje w związku z rozpadającym się małżeństwem z ówczesnym mężem Radosławem Majdanem. Pierwotnie miał być to list skierowany do Majdana, jednak Doda zdecydowała się go nie wysyłać, a przerobić na tekst piosenki.
Teledysk do piosenki wyreżyserowała Anna Maliszewska. Jego premiera odbyła się na antenie Viva Polska 10 lipca 2007. W teledysku wystąpił Radosław Majdan.

## Notowania

### Listy przebojów
Radio
| Kraj   | Notowanie (2007)                          | Pozycja |
| ------ | ----------------------------------------- | ------- |
| Polska | Radio Bielsko (Codzienna Lista Przebojów) | 1       |
| Polska | Polskie Radio Szczecin (SLiP)             | 12      |
| Polska | Radio Eska (Gorąca 20)                    | 2       |
| Polska | RMF FM (POPlista)                         | 1       |
| Polska | Wietrzne Radio (Top 15)                   | 1       |

Telewizja
| Kraj   | Notowanie (2007)            | Pozycja |
| ------ | --------------------------- | ------- |
| Polska | MTV Polska (MTV Maxxx Hits) | 1       |
| Polska | Viva Polska (Chart Surfer)  | 1       |

## Nagrody i nominacje
| Rok  | Konkurs             | Kategoria          | Rezultat    | Źr.    |
| ---- | ------------------- | ------------------ | ----------- | ------ |
| 2007 | VIVA Comet 2007     | Teledysk roku      | Wygrana     | [ 13 ] |
| 2007 | Złote Dzioby        | Teledysk roku      | Wygrana     | [ 14 ] |
| 2007 | Przebój roku RMF FM | Przebój roku 2007  | 22. miejsce | [ 15 ] |
| 2008 | Eska Music Awards   | Video roku Eska.pl | Nominacja   | [ 16 ] |
| 2008 | Superjedynki        | Przebój roku       | Nominacja   | [ 17 ] |